# Сінгурівська сільська рада
Сінгурівська сільська рада — адміністративно-територіальна одиниця та орган місцевого самоврядування у Троянівському, Житомирському, Коростишівському районах і Житомирській міській раді Волинської округи, Київської й Житомирської областей Української РСР та України з адміністративним центром у с. Сінгури.

## Населені пункти
Сільській раді були підпорядковані населені пункти:
- с. Сінгури
- с. Вишневе
- с. Волиця
- с. Двірець
- с. Пряжів

## Населення
Кількість населення ради станом на 1923 рік становила 2 823 особи, кількість дворів — 528.
Відповідно до результатів перепису населення СРСР, кількість населення ради станом на 12 січня 1989 року становила 4 152 особи.
Станом на 5 грудня 2001 року, відповідно до перепису населення України, кількість мешканців сільської ради становила 3 867 осіб.

## Склад ради
Рада складалася з 20 депутатів та голови.

### Керівний склад сільської ради
| ПІБ                               | Основні відомості                                                 | Дата обрання | Дата звільнення |
| --------------------------------- | ----------------------------------------------------------------- | ------------ | --------------- |
| Добринський Михайло Володимирович | Сільський голова, 1950 року народження, освіта                    | 26.03.2006   | 31.10.2010      |
| Прокопець Юрій Васильович         | Сільський голова, 1961 року народження, освіта вища, безпартійний | 31.10.2010   |                 |

Примітка: таблиця складена за даними джерела

## Історія
Створена 1923 року в складі сіл Волиця, Сінгури та хутора Гуйва Троянівської волості Житомирського повіту Волинської губернії. 28 вересня 1925 року в с. Волиця утворено окрему Волицьку сільську раду Троянівського району Волинської округи. Станом на 10 жовтня 1925 року в підпорядкуванні ради значилися хутори Червоний Степок та Чулаєвського, які на 1 жовтня 1941 року не перебували на обліку населених пунктів.
Станом на 1 вересня 1946 року сільська рада входила до складу Житомирського району Житомирської області, на обліку в раді перебувало с. Сінгури.
11 серпня 1954 року, відповідно до указу Президії Верховної ради Української РСР «Про укрупнення сільських рад по Житомирській області», до складу ради приєднано с. Пряжів ліквідованої Пряжівської сільської ради Житомирського району. 12 травня 1958 року, відповідно до рішення Житомирського облвиконкому № 442 «Про об'єднання сільських рад депутатів трудящих по Житомирському району», підпорядковано села Вишневе, Волиця та Двірець ліквідованої Двірецької сільської ради Житомирського району.
На 1 січня 1972 року сільська рада входила до складу Житомирського району Житомирської області, на обліку в раді перебували села Вишневе, Волиця, Двірець, Пряжів та Сінгури.
Виключена з облікових даних 17 липня 2020 року. Територію та населені пункти ради, відповідно до розпорядження Кабінету Міністрів України № 711-р від 12 червня 2020 року «Про визначення адміністративних центрів та затвердження територій територіальних громад Житомирської області», включено до складу Новогуйвинської селищної територіальної громади Житомирського району Житомирської області.
Входила до складу Троянівського (7.03.1923 р.), Житомирського (14.05.1939 р., 4.01.1965 р.), Коростишівського (30.12.1962 р.) районів та Житомирської міської ради (15.09.1930 р.).